# Elegant Angel
Elegant Angel è una società di produzione di film pornografici di proprietà di Patrick Collins. Fu fondata nei primi anni novanta quando egli era direttore di Evil Angel. La società divenne subito pioniera nel campo della pornografia gonzo, ed i suoi film hanno vinto numerosi premi.

## Storia
Elegant Angel è stata fondata nel 1990 da Patrick Collins in collaborazione con il regista John Stagliano, come filiale della casa produttrice Evil Angel.
Nel 1996 Collins rese Elegant Angel indipendente da Evil Angel, e dal 1998 è cessato ogni tipo di collaborazione tra le due produzioni. La sua uscita da Elegant Angel è stata definita «poco amichevole» e Stagliano e Collins sono ora «ex amici»: Collins disse che Stagliano non era in grado di gestire un'impresa, e che non sarebbe riuscito a farcela senza di lui. Invece secondo Stagliano, Patrick «era un bulletto», non lavorava adeguatamente e avrebbe dovuto licenziarlo già da anni.
Nel 2003 la società ha tentato di passare dallo stile gonzo alla produzione di film "feature", cioè simili a commedia. Tuttavia, secondo il direttore generale Graham Travis, all'inizio del 2004 fu chiaro che il cambiamento si era rivelato «infruttuoso e costoso». Allo stesso tempo, l'azienda aveva problemi di DVD authoring, e mancava un logo unico sulle copertine dei suoi DVD; lo studio non aveva un sito web né interazioni commerciali con il pubblico: le crescenti difficoltà nel 2004 avevano fatto circolare voci sul fatto che la società potesse essere in vendita.

Al fine di risolvere i suoi problemi, Elegant Angel cessò la produzione per due mesi. Collins quindi rifocalizzò l'azienda sulla produzione di film "a tema", e sospese alcune serie con temi più ambigui che non vendevano molto. Il logo e la grafica dei cofanetti video vennero ridisegnati e semplificati. Fu scelto un nuovo appaltatore per il DVD authoring e fu lanciata una nuova campagna di Pubbliche relazioni. La società poi ricominciò a produrre otto nuovi titoli al mese.

## Produzioni
Elegant Angel ha prodotto diverse serie di film vincitrici di numerosi riconoscimenti, tra cui Buttwoman, Big Wet Asses, Cumback Pussy e la serie Sodomania. Numerosi film prodotti da Elegant Angel sono stati inclusi nel libro della Adult Video News "Top 500 Greatest Films".
Nel 1993 Collins corruppe un ufficiale dei trasporti ungherese per permettergli di filmare Buttwoman does Budapest sul tram più trafficato della città, la linea 18, mentre esso viaggiava attraverso il quartiere di Taban Park. La tangente per l'ufficiale erano 100 dollari ed una scatola di cioccolatini: Collins divenne il primo regista pornografico statunitense a girare un film porno a Budapest.
La protagonista del film era la moglie di Collins, la pornostar Tianna; il film rappresenta scene di sesso davanti alle principali attrazioni turistiche della città.
Dopo la pausa del 2004 nacquero serie a tema, come Cum drenched tits (riguardante l'eiaculazione su seni di donne procaci), film ispirati alle teenager come It's a daddy thing e serie a tema etnico come Up that black ass, Big black wet asses e Latin booty worship.

Alcune delle serie di maggior successo sono focalizzate sullo squirting: Squirtwoman è stato il primo, seguito da Swallow my squirt, Flower's squirt shower (interpretato da Flower Tucci), Cum rain - cum shine e Squirt in my gape.

Serie più recenti includono Blow it out your ass, che si concentra su clisteri di latte e creampie anali, e una serie sullo snowballing, Sperm swappers.

Negli ultimi anni, a partire dal 2016, ha ottenuto diverse volte l'AVN Awards Best MILF Movie per la serie di film MILF Performers of the Year,  con le migliori attrici del settore quali Kendra Lust, Bridgette B, Cherie DeVille, Alexis Fawx, India Summer, Mercedes Carrera, Dana DeArmond, Lexi Luna, Reagan Foxx, Penny Barber e altre.

## Riconoscimenti
La casa di produzione ha ottenuto oltre 220 premi tra i qual
Anni novanta
- AVN Award 1996: Best Vignette Release per Sodomania 12[14]
- AVN Award 1997:
  - Best Amateur Series per Filthy First Timers[14]
  - Best Vignette Release per Sodomania 16[14]
- AVN Award 1998: Best Gonzo Series per Cumback Pussy[14]
- AVN Award 1999: Best Vignette Release per Sodomania 24[14]

2000
- AVN Award
  - Best Vignette Release per Sodomania 28[14]
  - Best Oral-Themed Series per Blowjob Adventures of Dr. Fellatio[14]

2001
- AVN Award: Best Oral-Themed Series per Blowjob Adventures of Dr. Fellatio[14]

2002
- AVN Award: Best Ethnic-Themed Release per Freakazoids[14]

2003
- AVN Award
  - Best Specialty Release - Big Bust per Heavy Handfuls[14]
  - Best Vignette Release per Mason's Dirty Trixxx[14]

2004
- AVN Award
  - Best Specialty Big Bust Release per Heavy Handfuls 2[15]
  - Best Vignette Tape per Mason's Dirty Trixxx 2[15]
  - Best Vignette Release per Mason's Dirty Trixxx 2[14]

2005
- AVN Award
  - Best Vignette Series per Sodomania[16]
  - Best Anal-Themed Feature per Big Wet Asses 3[16]
  - Best Specialty Release, Other Genre per Cytherea Iz Squirtwoman[16]

2006
- AVN Award
  - Best Specialty Release - Squirting per Flower's Squirt Shower 2[17]
  - Best Oral-Themed Series per Glazed and Confused[17]
  - Best Anal-Themed Series per Big Wet Asses[17]

2007
- AVN Award
  - Best Anal-Themed Series per Big Wet Asses[14]
  - Best Specialty Release - Squirting per Flower's Squirt Shower 3[14]
- AVN Award - Best Specialty Series - Squirting per Flower's Squirt Shower 3[14]

2008
- AVN Award:
  - Best Anal-Themed Series per Big Wet Asses[18]
  - Best Gonzo Release per Brianna Love Is Buttwoman[18]
  - Best MILF Release per It's a Mommy Thing[18]
  - Best Squirting Release per Flower's Squirt Shower 4[18]
  - Best Squirting Series per Jada Fire Is Squirtwoman[18]
- Empire Award:
  - Best Overall Studio[19]
  - Best All-Sex DVD per Alexis Texas is Buttwoman[19]

2009
- AVN Award:
  - Best All-Sex Release per Alexis Texas is Buttwoman[20]
  - Best Big Bust Series per Big Wet Tits[20]
  - Best Big Butt Release per Big Wet Asses 13[20]
  - Best Big Butt Series per Big Wet Asses[20]
  - Best Solo Release per All By Myself 3[20]
  - Best Squirting Release per Jada Fire is Squirtwoman 3[20]
  - Best Squirting Series per Jada Fire Is Squirtwoman[20]
  - Best Young Girl Series per It's a Daddy Thing[20]
- XRCO Award:
  - Best Gonzo Movie per Alexis Texas is Buttwoman[21]
  - Best Gonzo Series per Big Wet Asses[21]
- XBIZ Award: Gonzo Release of the Year - Performers of the Year[22]

2010
- XBIZ Award:
  - Gonzo Movie of the Year per Tori Black Is Pretty Filthy[23]
  - Gonzo Release per Pornstar Workout[23]

2011
- XBIZ Award:
  - Gonzo Studio of the Year[23]
  - Gonzo Series of the Year per Big Wet Asses[23]
  - Gonzo Release per Pornstar Workout[23]

2012
- XBIZ Award:
  - Studio of the Year[24]
  - Feature Movie of the Year per Portrait of a Call Girl[24]
  - Gonzo Release of the Year per Asa Akira Is Insatiable 2[24]
  - All-Sex Release of the Year per Performers of the Year 2011[24]

2013
- XBIZ Award:
  - Gonzo Release of the Year per Lexi[25]
  - All-Black Series of the Year per Club Elite[25]
  - Nomination:[26]
    - Studio of the Year
    - Feature Movie of the Year per Wasteland
    - Gonzo Release of the Year per Big Wet Asses 20, Jada Stevens is Buttwoman e Lexi
    - Gonzo Series of the Year per Big Wet Asses e Bombshells
    - All-Sex Release of the Year per Asa Akira is Insatiable 3, Best New Starlets 2012, Bombshells 4 e Dani Daniels: Dare
    - All-Sex Series of the Year per Anal Fanatic e Massive Asses
    - Feature Movie of the Year per Wasteland[25]
- XRCO Award:[27]
  - Best Release per "Wasteland"
  - Best Gonzo Movie per "Asa Akira is Insatiable 3"